# Hradešín
Hradešín (en allemand : Hradeschin) est une commune du district de Kolín, dans la région de Bohême-Centrale, en République tchèque. Sa population s'élevait à 532 habitants en 2020.

## Géographie
Hradešín se trouve à 9 km au sud-ouest de Český Brod, à 32 km à l'ouest de Kolín et à 24 km à l'est-sud-est de Prague.
La commune est limitée par Přišimasy au nord, par Mrzky à l'est, par Doubravčice, Masojedy et Doubek au sud, et par Škvorec à l'ouest.

## Histoire
La première mention de la localité date du XIIe siècle et de la construction de l'église Saint-Georges.

## Patrimoine
- L'église Saint-Georges (XIIe siècle).

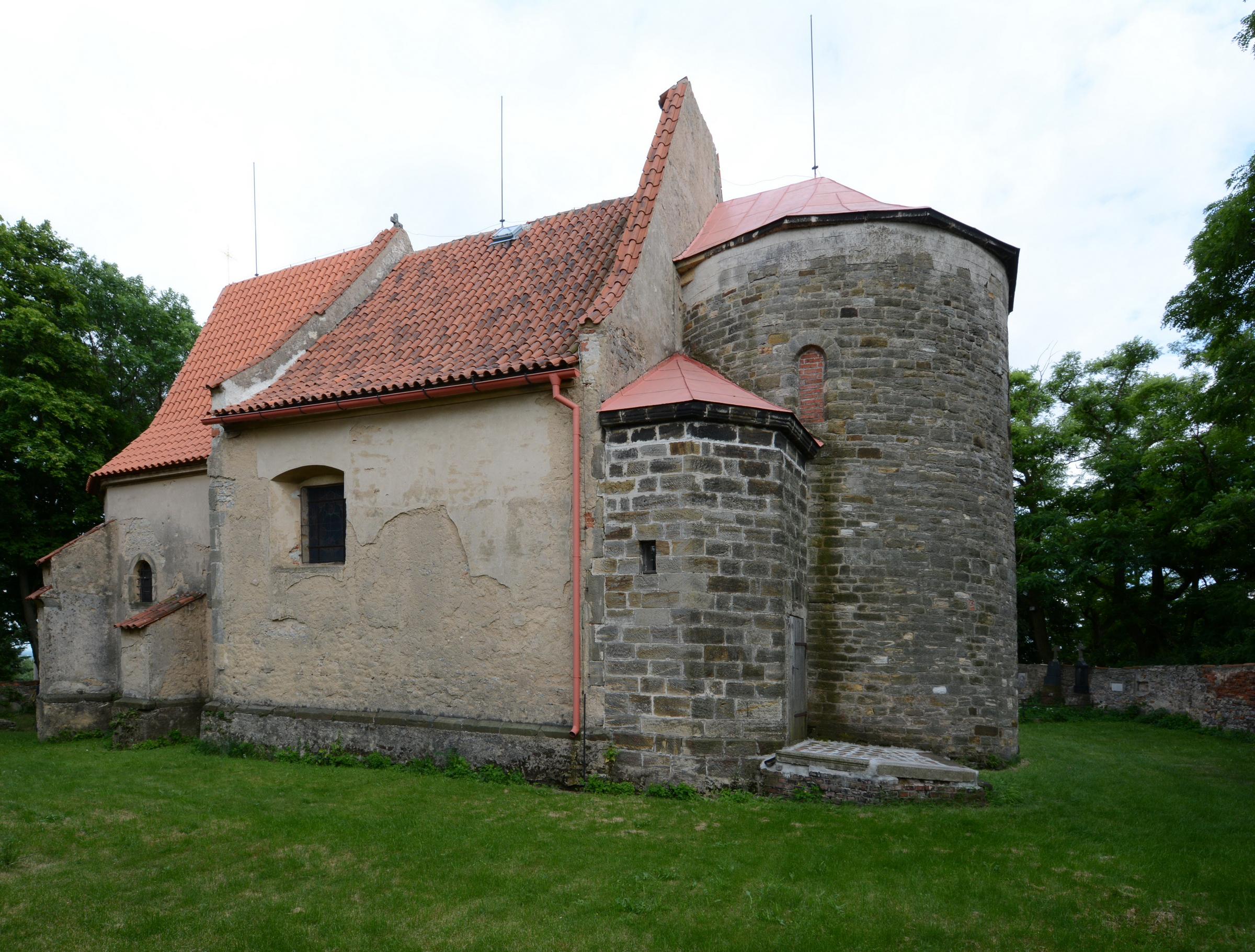
L'église Saint-Georges.
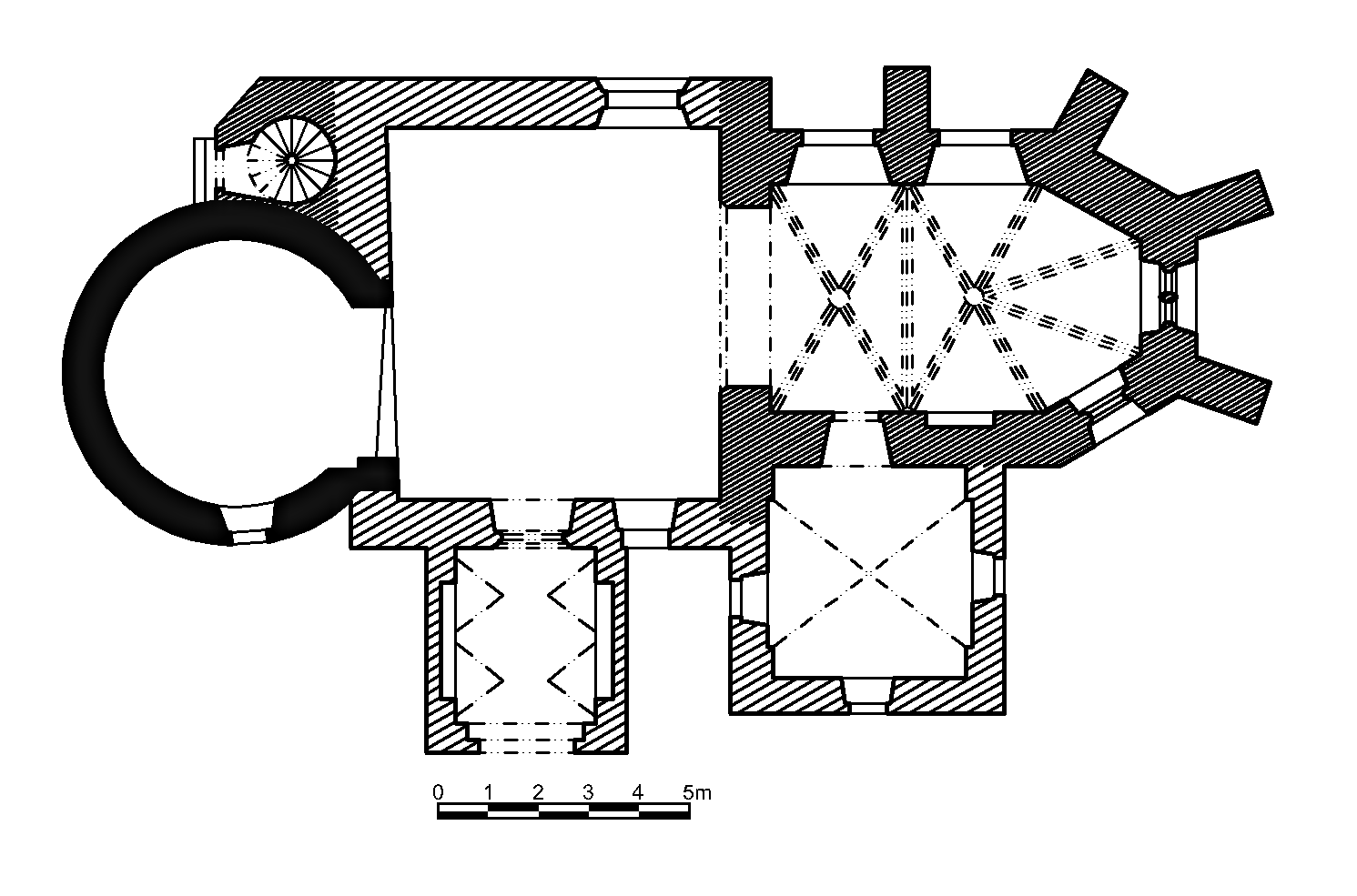
Plan de l'église.